# Les Baux-de-Provence
 Les Baux-de-Provence (pronunciación en francés: /le bo də pʁɔvɑ̃s/ OCC-PRO Lei Bauç de Provença NMOCC Li Baus de Prouvènço), más conocida simplemente como Les Baux, es una pequeña localidad de la región de la Provenza, al sur de Francia. Se encuentra en el departamento de Bocas del Ródano, en el distrito de Arlés y cantón de Saint-Rémy-de-Provence.
Su población en el censo de 1999 era de 434 habitantes.
Está integrada en la Communauté de communes de la Vallée des Baux.
El pueblo pertenece a la asociación de Los pueblos más bellos de Francia (Les plus beaux villages de France). 
El nombre de la roca bauxita deriva directamente de este lugar, en el que el geólogo y mineralogista francés Pierre Berthier describió por vez primera esta roca, en 1821.

## Lugares de interés
- Castillo del Balzo, medieval del siglo XI.